# Nousiainen
Nousiainen (en sueco Nousis) es un municipio de Finlandia situado en la región de Finlandia Propia. En 2018 su población era de 4 790 habitantes. La superficie del término municipal es de 199,55 km², de los cuales 0,57 km² son agua. El municipio tiene una  densidad de población de 24,07 hab./km².
Limita con los municipios de Aura, Masku, Raisio, Mynämäki, Pöytyä, Rusko y Turku.
El ayuntamiento es unilingüe en finés.